# Ischnura buxtoni
Ischnura buxtoni är en trollsländeart som beskrevs av Fraser 1927. Ischnura buxtoni ingår i släktet Ischnura och familjen dammflicksländor. IUCN kategoriserar arten globalt som otillräckligt studerad. Inga underarter finns listade i Catalogue of Life.